# La Fiancée et la Tombe

La Fiancée et la Tombe est un « conte fantastique » écrit par Gustave Flaubert vers 1835. Inspirée par le roman gothique anglais, cette œuvre de jeunesse raconte une « histoire de meurtres et de spectres ».

## Édition
- Gustave Flaubert, Œuvres complètes I. Œuvres de jeunesse, édition de Claudine Gothot-Mersch et Guy Sagnes, Gallimard, collection « Bibliothèque de la Pléiade », no 479, 19 septembre 2001  (ISBN 2070114759).